# 자우하르 음나리
자우하르 음나리(아랍어: جوهر مناري, Jawhar Mnari, 1976년 11월 8일 ~)는 튀니지의 은퇴한 축구 선수이자, 포지션은 수비형 미드필더였다. 음나리는 지난 2006년 FIFA 월드컵 당시 스페인과의 2차전에서 선취 득점한 선수로 유명하다.

## 경력
- 2004년 아프리카 네이션스컵 국가대표
- 2005년 FIFA 컨페더레이션스컵 국가대표
- 2006년 아프리카 네이션스컵 국가대표
- 2006년 FIFA 월드컵 국가대표
- 2008년 아프리카 네이션스컵 국가대표

## 수상
튀니지
- 2004년 아프리카 네이션스컵 우승